# Prince Gloria
Prince Gloria är en personbil som introducerades av den japanska biltillverkaren Prince Motor Company 1959. Sedan Prince fusionerat med Nissan Motor Co. Ltd 1966 såldes bilen som Nissan Gloria fram till 2004.

## Prince Gloria BLSI
Den första generationen Gloria var en lyxigare version av Prince Skyline med större motor. Bilen hade ovanligt avancerade hjulupphängningar för japanska förhållanden med De Dion-axel bak. Till 1962 uppdaterades fronten med dubbla strålkastare.
Versioner:
| Modell | Motor              | Cylindervolym | Effekt | Bränslesystem   |
| ------ | ------------------ | ------------- | ------ | --------------- |
| BLSI   | 4-cyl radmotor ohv | 1862 cm³      | 69 hk  | Enkel förgasare |

## Prince Gloria S40
Gloria S40 var en större modell än företrädaren. Den erbjöds även med sexcylindrig motor med överliggande kamaxel i två storlekar.
Versioner:
| Modell | Motor               | Cylindervolym | Effekt | Bränslesystem   |
| ------ | ------------------- | ------------- | ------ | --------------- |
| S40    | 4-cyl radmotor ohv  | 1862 cm³      | 69 hk  | Enkel förgasare |
| S41    | 6-cyl radmotor SOHC | 1988 cm³      | 105 hk | Enkel förgasare |
| S44    | 6-cyl radmotor SOHC | 2494 cm³      | 125 hk | Enkel förgasare |

## Nissan Gloria A30
Utvecklingen av den tredje generationen Gloria var långt gången när Prince gick samman med Nissan. Bilen kom ändå att dela mycket teknik med Nissan Cedric. Bland annat byttes den avancerade men dyra bakaxeln ut mot en stel bakaxel med bladflädrar. De första åren såldes Gloria A30 med Princes egen radsexa men senare ersattes de med Nissan-motorer.
Versioner:
| Modell | Motor               | Cylindervolym | Effekt | Bränslesystem    |
| ------ | ------------------- | ------------- | ------ | ---------------- |
| A30    | 4-cyl radmotor ohv  | 1982 cm³      | 90 hk  | Enkel förgasare  |
| A30    | 6-cyl radmotor SOHC | 1988 cm³      | 105 hk | Enkel förgasare  |
| A30    | 6-cyl radmotor SOHC | 2494 cm³      | 125 hk | Enkel förgasare  |
| A30    | 6-cyl radmotor SOHC | 1998 cm³      | 110 hk | Dubbla förgasare |

## Nissan Gloria (1971-2004)
Från och med den fjärde generationen delades både teknik och kaross med Nissan Cedric. Gloria marknadsfördes som en sportigare variant. För mer uppgifter, se under huvudartikeln:
- Nissan Cedric.